# GRS 1915+105
GRS 1915+105 або V1487 Орла — це рентгенівська подвійна система, яка складається зі звичайної зорі та чорної діри. Відкрита 15 серпня 1992 року спостерігачем всього неба WATCH на борту обсерваторії Granat. Назва GRS 1915+105 розшифровується так: «GRS» = «джерело GRANAT», «1915» — це пряме піднесення (19 годин та 15 хвилин), а «105» — це схилення в одиницях у 0,1 градуса (тобто її схилення становить 10,5 градусів). На майже-інфрачервоних хвилях система була підтверджена спектроскопічними вимірами. Подвійна система розташована на відстані 11 000 парсеків у сузір'ї Орла. 
GRS 1915+105 є наймасивнішою з відомих чорних дір зоряної маси у Чумацькому Шляху, з масою 10—18 мас Сонця. Вона також є мікроквазаром, а чорна діра можливо обертається зі швидкістю 1 150 обертів на секунду.

## Галактичне надсвітове джерело

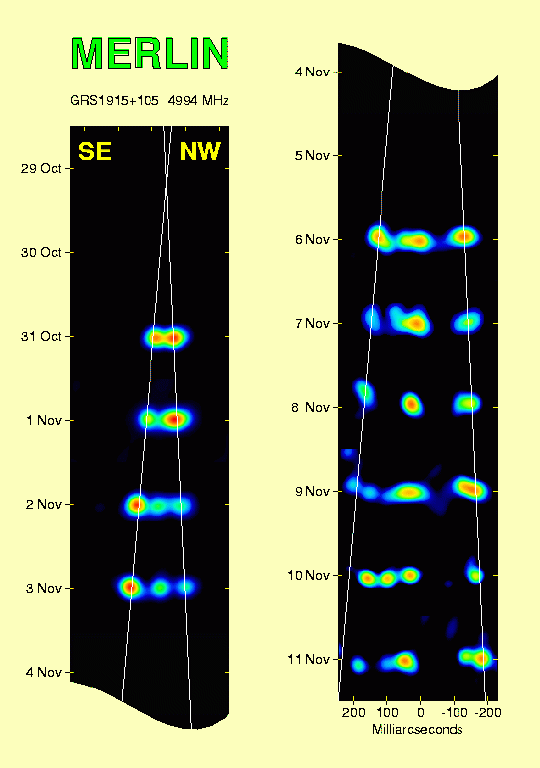
Послідовність спостережень за допомогою MERLIN рентгенівської подвійної GRS 1915+105 протягом декількох днів підряд

1994 року GRS 1915+105 стала першим відомим галактичним джерелом, яке викидає речовину з видимою надсвітловою швидкістю.
Спостереження з високою роздільною здатністю такими радіо телескопами як VLA, MERLIN та РНДБ спостерігали на радіочастотах синхротронне випромінювання від біполярного витоку заряджених часток. Ці дослідження показали, що видимий надсвітловий рух спричинено релятивістським ефектом, відомим як «релятивістська аберація», коли швидкість викинутої речовини насправді становить близько 90 % швидкості світла.

## Регулювання зростання
Повторювані спостереження рентгенівською обсерваторією Чандра протягом десяти років виявили можливий механізм саморегуляції швидкості зростання GRS 1915+105. Джети речовини, які випромінюються, деколи придушуються гарячим вітром з акреційного диску. Вітер позбавляє джети речовини, потрібної для їх підтримки, і вони зникають, а коли вітер стихає, джети поновлюються.